# Nephradenia
Nephradenia es un género de plantas fanerógamas de la familia Apocynaceae. Comprende 11 especies descritas y de estas, solo 3 aceptadas.  Se distribuye por Sudamérica. 

## Taxonomía
El género  fue descrito por Joseph Decaisne y publicado en Prodromus Systematis Naturalis Regni Vegetabilis 8: 604. 1844.  La especie tipo es: Nephradenia acerosa Decne. 	 

## Especies aceptadas
A continuación se brinda un listado de las especies del género Nephradenia aceptadas hasta octubre de 2013, ordenadas alfabéticamente. Para cada una se indica el nombre binomial seguido del autor, abreviado según las convenciones y usos. 
- Nephradenia asparagoides (Decne.) E. Fourn.
- Nephradenia filipes Malme
- Nephradenia linearis Benth. ex E.Fourn.